# 賀沅
賀沅，直隸省深州直隸州武強縣人，清朝政治人物、進士出身。
光緒十二年（1886年），参加光緒丙戌科殿試，登進士二甲98名。同年五月，改翰林院庶吉士。光緒十五年四月，散館，著以知县即用。